# Pascual Matos
Pascual Matos Cuevas (nacido el 23 de diciembre de 1974 en Barahona) es un ex receptor dominicano que jugó en las Grandes Ligas de Béisbol durante la temporada de 1999 con los Bravos de Atlanta. 
Matos fue firmado por los Bravos como amateur el 5 de marzo de 1992, y luego firmado por los Yankees de Nueva York el 27 de noviembre de 2000 después de que los bravos lo dejaran libre un mes antes. Pasó casi toda su carrera en el sistema de ligas menores de los Bravos, los Yankees, los Rockies, y los Medias Blancas hasta finalmente ser liberado el 15 de octubre de 2006 viendo acción en solo 6 partidos de Grandes Ligas.